# Dichrogaster atriventris
Dichrogaster atriventris är en stekelart som beskrevs av Henry Keith Townes, Jr. 1983. Dichrogaster atriventris ingår i släktet Dichrogaster och familjen brokparasitsteklar. Inga underarter finns listade i Catalogue of Life.